# ناجيش كوكونور
ناجيش كوكونور هو منتج أفلام ومخرج وممثل هندي، ولد في 30 مارس 1967 بحيدر آباد في الهند. من الجوائز التي نالها جوائز فيلم فير.

## أعمال

### أفلام
- (2015) داناك

## جوائز
- جوائز فيلم فير

## وصلات خارجية
- ناجيش كوكونور على موقع IMDb (الإنجليزية)
- ناجيش كوكونور على موقع ألو سيني (الفرنسية)
- ناجيش كوكونور على موقع أول موفي (الإنجليزية)
- ناجيش كوكونور على موقع قاعدة بيانات الأفلام السويدية (السويدية)
- ناجيش كوكونور على موقع قاعدة بيانات الفيلم (الإنجليزية)
- ناجيش كوكونور على موقع كينوبويسك (الروسية)